# Dickie Joynes
Richard Albert Joynes (16 tháng 8 năm 1877 - 1949) là một cầu thủ bóng đá người Anh có 70 lần ra sân ở Football League thi đấu cho Notts County và Leeds City. Ông cũng từng thi đấu cho câu lạc bộ Midland League Newark và câu lạc bộ Southern League Brighton & Hove Albion. Ông thi đấu ở vị trí tiền đạo cánh phải. Joynes, sinh ra ở Grantham, Lincolnshire, thi đấu hơn 100 trận cho Brighton & Hove Albion, và là đồng dẫn đầu về số bàn thắng trong mùa giải 1905-06 với chỉ 9 bàn trên mọi đấu trường.